# 더 퍼지: 거리의 반란
《더 퍼지: 거리의 반란》(영어: The Purge: Anarchy)은 2014년 공개된 미국의 공포 액션 스릴러 영화로, 2013년 영화 《더 퍼지》의 속편이다. 전작에 이어 제임스 디모너코가 연출하였다.

## 출연
- 프랭크 그릴로 - 리오 반스 중사 역
- 카먼 에조고 - 에바 산체스 역
- 잭 길퍼드 - 셰인 역
- 키일리 산체즈 - 리즈 역
- 조 솔 - 칼리 산체스 역
- 마이클 K. 윌리엄스 - 카멜로 역
- 유스티나 마차도 - 태냐 역
- 존 비슬리 - 파파 리코 역
- 잭 콘리 - 빅대디 역
- 노엘 구글리에미 - 디에고 역
- 카스툴로 게라 - 바니 역
- 에드윈 호지 - 드웨인 역
- 키스 스탠필드 - 가울 페이스 역
- 로베르타 발데라마 - 러레인 역
- 브랜던 키너 - 워런 글래스 역
- 채드 모건 - 재니스 역